# Eli Nilsdatter
Eli Nilsdatter, född år 1705, död år 1757, var en norsk affärsidkare. 
Nilsdatter var gift med Anders Jørgensen, som drev skeppshandel och sålde därutöver bland annat fisk från sin bas i Hemnes. Medan maken Jørgensen seglade söderut längs kusterna till Bergen, seglade Nilsdatter längs Nordnorges kuster och blev känd som Skipper Eli. Verksamheten gjorde att Nilsdatter blev mycket förmögen. Nilsdatter var en känd figur i den lokala folkloren och det har berättats många historier om henne, bland annat om hennes snålhet.